# Clinton County (Missouri)
Clinton County is een county in de Amerikaanse staat Missouri.
De county heeft een landoppervlakte van 1.085 km² en telt 18.979 inwoners (volkstelling 2000). De hoofdplaats is Plattsburg.